# Удавчики
Уда́вчики, или песча́ные уда́вы (лат. Eryx) – род змей, относящийся к семейству Ложноногие.
Единственный род этого семейства, представители которого встречаются в фауне стран бывшего СССР.

## Описание
Хотя этих удавов и называют песчаными, но лишь часть видов живёт в песке, в то время как другие предпочитают глинистый или щебнистый грунт. Все виды удавчиков в значительной степени ведут роющий образ жизни, либо ползая внутри песка или мелкого щебня, либо пробираясь в узких трещинах глинистой почвы, между и под камнями. В связи с таким образом жизни тело удавчиков плотное, мускулистое, почти цилиндрической формы, голова короткая, приплюснутая, шейного сужения нет, хвост короткий и тупой. Строение головы также примечательно: верхняя челюсть клинообразна и выдвинута вперёд, так что ротовое отверстие оказывается снизу; межчелюстной щиток очень велик и заходит на верхнюю сторону головы. Таким образом, именно верхняя челюсть служит роющим инструментом, а межчелюстной щиток принимает основную нагрузку при продвижении в почве. Глаза удавчиков невелики и более или менее повёрнуты вверх, что очень удобно при выглядывании из грунта (не нужно высовывать голову на поверхность). Передние зубы на обеих челюстях немного длиннее задних.
Удавчики душат добычу двумя-тремя кольцами мускулистого тела. Все удавчики яйцеживородящие, самка рождает до 20 детёнышей.

## Распространение
Удавчики обитают в Северной и Восточной Африке, Центральной и Южной Азии, на Кавказе и Балканах.
На территории стран бывшего СССР представлено от 4 до 6 видов данного рода.

## Классификация
На июль 2018 года в род включают 12 видов:
- Eryx borrii Lanza & Nistri, 2005
- Eryx colubrinus (Linnaeus, 1758) — Кенийский удавчик
- Eryx conicus (Schneider, 1801) — Пятнистый удавчик
- Eryx elegans (Gray, 1849) — Стройный удавчик
- Eryx jaculus (Linnaeus, 1758) — Западный удавчик
- Eryx jayakari Boulenger, 1888 — Арабский песчаный удавчик
- Eryx johnii (Russell, 1801) — Индийский удавчик
- Eryx miliaris (Pallas, 1773) — Песчаный удавчик
- Eryx muelleri (Boulenger, 1892) — Нубийский песчаный удавчик
- Eryx somalicus Scortecci, 1939 — Сомалийский удавчик
- Eryx tataricus (Lichtenstein, 1823) — Восточный удавчик
- Eryx whitakeri Das, 1991